# Berghamra
Berghamra är en  stadsdel i det administrativa bostadsområdet Hamre-Talltorp i östra Västerås. 
Berghamra är ett bostadsområde. Bebyggelsen är hyreshus, radhus och villor. Det finns en pizzeria och nära till Lidl livsmedelsaffär.
Området avgränsas av Österleden, Väderleksgatan, Hamrebäcken, Berghamravägen och Björnövägen.
Området gränsar i norr till Talltorp, i öster och söder mot Hamre, i väster mot Öster Mälarstrand och i nordväst till Viksäng.